# Santa Marta de Magasca
Santa Marta de Magasca es un municipio y villa española de la provincia de Cáceres, en la comunidad autónoma de Extremadura. El término municipal, perteneciente al partido judicial de Trujillo y a la mancomunidad Comarca de Trujillo, tiene una población de 292 habitantes (INE 2024).

## Límites del término municipal
Santa Marta de Magasca limita con:
- Trujillo al norte y sur;
- La Cumbre al este;
- Cáceres al oeste.

## Historia
A la caída del Antiguo Régimen la localidad se constituye en municipio constitucional en la región de Extremadura, conocido entonces como Santa Marta. Desde 1834  quedó integrado en el partido judicial de Trujillo. En el censo de 1842 contaba con 10 hogares y 55 vecinos.
Hasta la reforma de la nomenclatura municipal de 1916 el municipio se llamaba simplemente Santa Marta. En dicha fecha su nombre fue modificado por el de Santa Marta de Magasca.

## Demografía
Santa Marta de Magasca cuenta con una población de 292 habitantes (INE 2024).
| Gráfica de evolución demográfica de Santa Marta de Magasca entre 1842 y 2021 |
| |
| Población de derecho según los censos de población del INE Población de hecho según los censos de población del INEEn estos censos se denominaba Santa Marta: 1842, 1857, 1860, 1877, 1887, 1897, 1900 y 1910. |

## Patrimonio
Iglesia parroquial católica bajo la advocación de Santa Marta, en la archidiócesis de Mérida-Badajoz, diócesis de Plasencia, arciprestazgo de Trujillo.

## Festividades
En Santa Marta de Magasca se celebran las siguientes fiestas locales:
- Las Candelas;
- Semana Santa;
- Romería, primer sábado de mayo;
- Fiestas patronales, tienen lugar el 29 de julio, coincidiendo con el santoral de Santa Marta.